# العلاقات الأوكرانية التشيلية
العلاقات الأوكرانية التشيلية هي العلاقات الثنائية التي تجمع بين أوكرانيا وتشيلي.

## مقارنة بين البلدين
هذه مقارنة عامة ومرجعية للدولتين:
| وجه المقارنة                                              | أوكرانيا                                   | تشيلي                         |
| --------------------------------------------------------- | ------------------------------------------ | ----------------------------- |
| المساحة (كم2)                                             | 603.63 ألف                                 | 756.10 ألف                    |
| عدد السكان (نسمة)                                         | 45.55 مليون                                | 17.37 مليون                   |
| الكثافة السكانية (ن./كم²)                                 | 75.46                                      | 22.97                         |
| العاصمة                                                   | كييف                                       | سانتياغو                      |
| اللغة الرسمية                                             | اللغة الأوكرانية                           | اللغة الإسبانية               |
| العملة                                                    | هريفنا أوكرانية، كاربوفانيتس، روبل سوفييتي | بيزو تشيلي، وحدة حساب تشيلية ‏ |
| الناتج المحلي الإجمالي (بليون دولار)                      | 112.15 مليار                               | 277.08 مليار                  |
| الناتج المحلي الإجمالي (تعادل القوة الشرائية) بليون دولار | 352.98 مليار                               | 419.39 مليار                  |
| الناتج المحلي الإجمالي الاسمي للفرد دولار أمريكي          | 2.11 ألف                                   | 13.42 ألف                     |
| الناتج المحلي الإجمالي للفرد دولار أمريكي                 | 8.66 ألف                                   | 22.07 ألف                     |
| مؤشر التنمية البشرية                                      | 0.747                                      | 0.832                         |
| رمز المكالمات الدولي                                      | +380                                       | +56                           |
| رمز الإنترنت                                              | .ua، .укр ‏                                 | .cl                           |
| المنطقة الزمنية                                           | ت ع م+02:00، ت ع م+03:00، توقيت شرق أوروبا | 00، 00، 00، 00                |

## مدن متوأمة
في ما يلي قائمة باتفاقيات التوأمة بين مدن أوكرانية وتشيلية:
- ترتبط أوديسا مع فالبارايسو باتفاقية توأمة منذ 1968.[16][16][16][16]
- ترتبط كييف مع سانتياغو باتفاقية توأمة منذ 1991.[17][17][18][19]

## منظمات دولية مشتركة
يشترك البلدان في عضوية مجموعة من المنظمات الدولية، منها:
| علم المنظمة | اسم المنظمة                               | تاريخ انضمام أوكرانيا | تاريخ انضمام تشيلي |
| ----------- | ----------------------------------------- | --------------------- | ------------------ |
|             | مؤسسة التنمية الدولية                     | 27 مايو 2004          | 30 ديسمبر 1960     |
|             | يونسكو                                    | 12 مايو 1954          | 7 يوليو 1953       |
|             | وكالة ضمان الاستثمار متعدد الأطراف        | 19 يوليو 1994         | 12 أبريل 1988      |
|             | الأمم المتحدة                             | 24 أكتوبر 1945        | 24 أكتوبر 1945     |
|             | الفريق المعني برصد الأرض                  | ?                     | ?                  |
|             | الاتحاد البريدي العالمي                   | ?                     | ?                  |
|             | البنك الدولي للإنشاء والتعمير             | 3 سبتمبر 1992         | 31 ديسمبر 1945     |
|             | المنظمة الهيدروغرافية الدولية             | ?                     | ?                  |
|             | الاتحاد الدولي للاتصالات                  | 7 مايو 1947           | 1908               |
|             | منظمة حظر الأسلحة الكيميائية              | ?                     | ?                  |
|             | مؤسسة التمويل الدولية                     | 18 أكتوبر 1993        | 15 أبريل 1957      |
|             | المركز الدولي لتسوية المنازعات الاستشارية | 7 يوليو 2000          | 24 أكتوبر 1991     |
|             | منظمة التجارة العالمية                    | 16 مايو 2008          | ?                  |
|             | منظمة الشرطة الجنائية الدولية             | ?                     | ?                  |

## وصلات خارجية
- موقع وزارة الخارجية الأوكرانية
- موقع وزارة الخارجية التشيلية